# Primeira Batalha de Yeonpyeong

ilhas Inchon

A Primeira Batalha de Yeonpyeong (em coreano: 제1연평해전, Yeonpyeong Haejon) ocorreu entre as forças navais da Coreia do Norte e as da Coreia do Sul em 15 de junho de 1999.

## Prelúdio
A batalha ocorreu após a Coreia do Norte começar sua campanha de reformar fronteiras marítimas - conhecidas como Linha de Limite Norte (em inglês Northern Limit Line)– entre as duas Coreias. No dia 6 de junho de 1999, a agência de noticias controlada pelo governo,  Agência Central de Notícias da Coreia (em inglês Korean Central News Agency), afirmou que a fronteira marítima teria sido violada por navios de guerra sul-coreanos que teriam ilegalmente ultrapassado o limite e entrado em território pertencente à Coreia do Norte.
No dia seguinte, três barcos de patrulha e treze barcos de pesca pertencentes a Marinha da Coreia do Norte cruzaram a LLN a 5.6 milhas náuticas de Yeonpyeong. A Marinha da Coreia do Sul respondeu enviando nove barcos, em uma tentativa de impedir que a Coreia do Norte passasse pela fronteira.
No dia 8 de junho, sete barcos de patrulha e dezessete embarcações de pesca repetidamente cruzaram a LLN entre as 05:55 e 23:20  (hora local). Doze barcos rápidos e quatro barcos de patrulha foram enviados pela Coreia do Sul e barcos de pesca sul-coreanos foram  mandados a se retirar. Os militares da Coreia do Sul emitiram uma diretriz ordenando uma "resposta corajosa" às provocações da Coreia do Norte, sublinhando a necessidade de respeitar as regras de engajamento.
O primeiro confronto físico ocorreu no dia 9 de junho, quando seis barcos de patrulha norte-coreanos e cinco barcos de pesca atravessaram a LLN novamente. Desde o dia anterior, os sul-coreanos enviaram doze barcos de patrulha e quatro navios de patrulha. Às 06:35, um barco patrulha norte-coreano colidiu com um barco sul-coreano, causando pouco dano.
O Ministério da Defesa Nacional emitiram uma declaração pedindo aos norte-coreanos a desistir. Novos confrontos ocorreram no dia seguinte quando barcos da Coreia do Sul confrontaram barcos de patrulha da Coreia do Norte que acompanhavam um grupo de vinte barcos de pesca. O governo sul-coreano decidiu nesse momento usar força para opor futuras invasões norte-coreanos em seu território. 
No dia 11 de junho, a Coreia do Sul começou a responder as contínuas travessias da LLN pela Coreia do Norte com uma "ofensiva de esbarrar", usando barcos para fisicamente empurrar os norte-coreanos para fora do território sul-coreano. Quatro embarcações  norte-coreanos foram danificadas, duas seriamente, e três barcos sul-coreanos foram danificados em seus cascos. Os norte-coreanos retaliaram no dia 12 de junho em uma tentativa própria da "ofensiva de esbarrar", mas os sul-coreanos conseguiram impedi-los. 
A Marinha Norte Coreano enviou três torpedeiros no dia seguinte levando a implantação de duas corvetas classe Pohang pela Coreia do Sul no dia 14 de junho. Neste momento barcos de patrulha norte-coreanos cruzaram a LLN 52 vezes e barcos de pesca 62 vezes.

## Confronto principal
A batalha começou na manhã do dia 15 de junho. Os norte-coreanos tinham vinte barcos de pesca ao sul da LLN, que, as 08:45, foram acompanhados por quatro barcos de patrulha. Os barcos de patrulha tentaram "esbarrar" contra os barcos sul-coreanos. As 09:04 eles foram reforçados por três torpedeiros que se juntaram à "ofensiva de esbarrar". Os sul-coreanos novamente conseguiram manobrar e desviar, e então começaram a esbarrar nos barcos norte-coreanos, acertando seis embarcações na popa. 
O barco de patrulha norte-coreano PT-381 se encontrou sendo esbarrado por dois barcos rápidos sul-coreanos simultaneamente, um o acertando na popa e outro em seu lado. As 09:28, a tripulação do PT-381 abriu fogo com metralhadoras e canhões 25mm contra as duas embarcações sul-coreanas. Os sul-coreanos responderam com metralhadoras rotatórias 20mm e armas 40mm e 76mm. Durante os seguintes catorze minutos, os Sul Coreanos atiraram um total de 4,584 tiros antes de acabarem o confronto. 
A batalha resultou no náufrago de pelo menos um torpedeiro Norte Coreano pesando quarenta toneladas, dano severo em um barco de patrulha pesando 420 toneladas, desabilitação de dois barcos patrulha de 215 toneladas e pequeno dano a dois barcos de setenta toneladas. Estimativas oficiais da Coreia do Sul são de dezessete a trinta mortes de tripulantes norte-coreanos, apesar de estimativas não oficiais giram em torno de cem mortes. Um barco patrulha e quatro barcos rápidos sul-coreanos foram danificados e nove marinheiros foram levemente feridos. 

## Pós Conflito
Os norte-coreanos retornaram para o lado norte da LLN as 11:00 e pararam de cruzar a fronteira. Apesar de tensões militares na península Coreana aumentarem em resultado do conflito, nenhum confronto ocorreu após o evento. Apesar das grandes perdas norte-coreanas, o governo da Coreia do Norte reivindicou vitória; KCNA, a agência de notícias norte-coreana controlada pelo estado, afirmou que "mais de dez embarcações inimigas foram ou queimadas ou severamente danificadas, tendo nenhuma outra opção a não ser fugir, levando muitos corpos e restos consigo". 
Outros pequenos incidentes a respeito da pesca na região ocorreram depois, incluindo outro conflito naval em 2002 conhecido como a "Segunda Batalha de Yeongpyeong" e outro em 2009 conhecido como a "Batalha de Daecheong". Em novembro de 2010, a Coreia do Norte atacou Yeonpyeong em si. 